# Reichsmarschall

Galón de Reichsmarschall.

Emblemas de cuello para la jerarquía de Reichsmarschall.

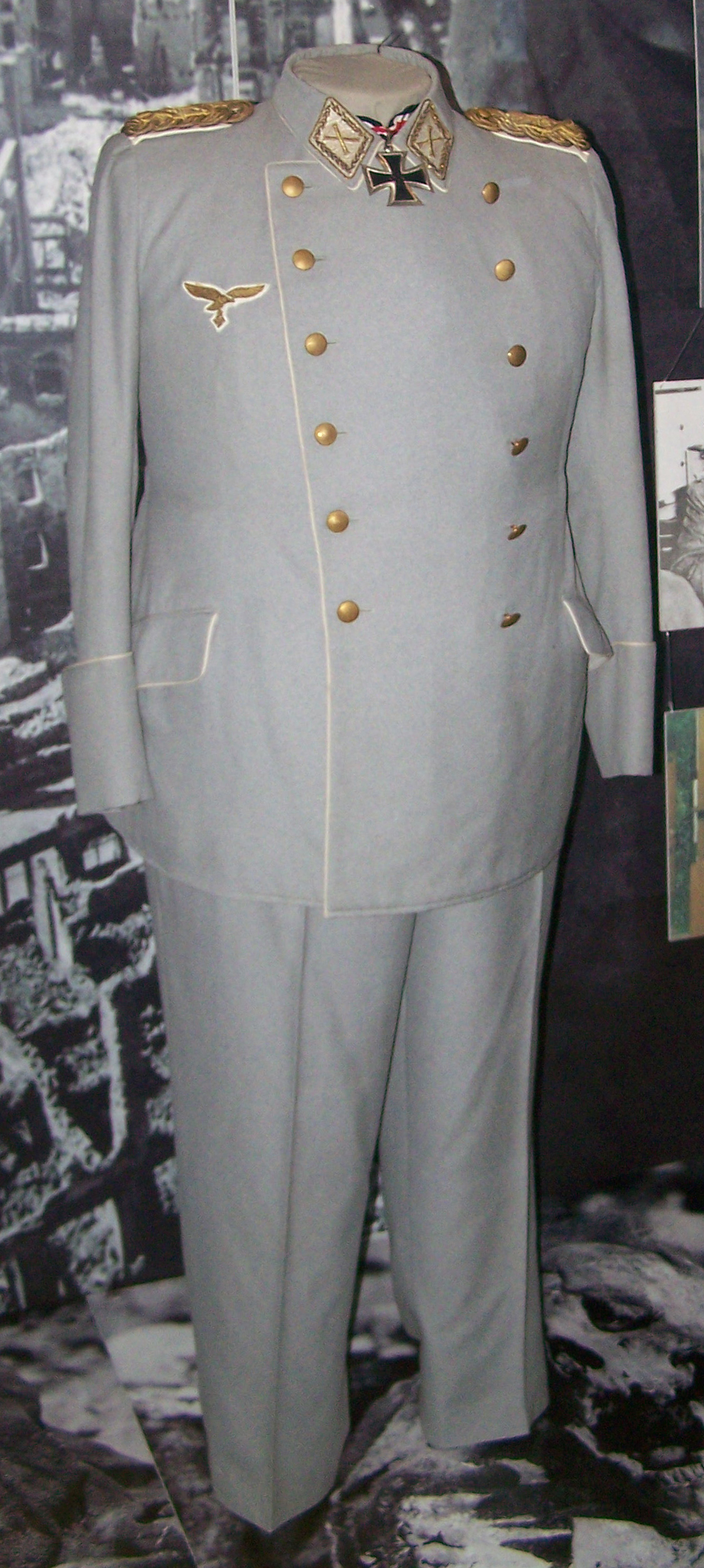
Uniforme original del Reichsmarschall Hermann Göring exhibido en el Museo de las Fuerzas Aéreas de Berlín.

Reichsmarschall /.ʁaɪçs'marʃal/ (en alemán "Mariscal del Reich" o "Mariscal del Imperio") fue un rango militar que, creado en tiempos del Sacro Imperio Romano Germánico, existió en Alemania hasta la conclusión de la Segunda Guerra Mundial. Se utilizaba para denotar al oficial de más alta graduación del imperio. En otros Estados, el equivalente aproximado sería el rango de generalísimo.

## Historia

### Sacro Imperio Romano Germánico
El origen del rango de Reichsmarschall es anterior al siglo XII, en la época del Sacro Imperio Romano Germánico. La figura del mariscalato existe desde tiempos del imperio de Otón I y permanece tras la instauración del sistema electoral. En la Bula de Oro de Carlos IV se nombra al príncipe elector de Sajonia "Archimariscal del Reich". A él correspondía portar la Espada Imperial durante las ceremonias de coronación. El símbolo del cargo, presente también en su escudo familiar, eran dos espadas rojas cruzadas. El elector sajón cedió el mariscalato a la casa nobiliaria franco-suaba de los Pappenheim y el puesto se convirtió en hereditario bajo el nombre de "Vicemariscal del Reich". Durante la Alta Edad Media el rango conlleva todavía atribuciones militares, pero, al menos a partir del Renacimiento, sus funciones son meramente ceremoniales y se limitan a coronaciones y Reichstage.

Escudo de armas del príncipe elector de Sajonia.
Escudo de armas de la casa de Pappenheim.

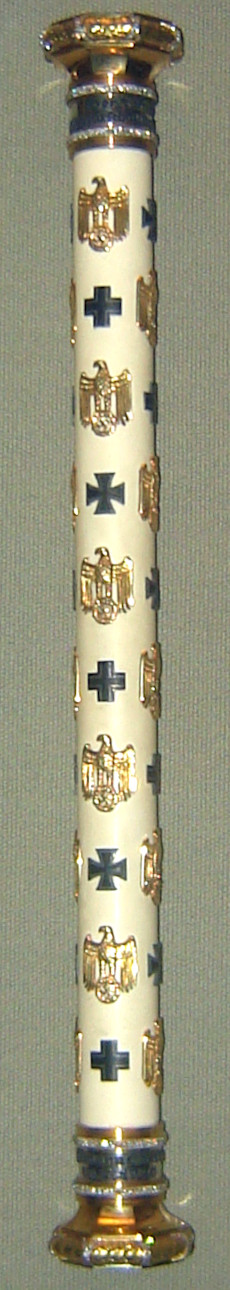
Bastón de Göring, museo de West Point.

Durante el Imperio alemán y la Primera Guerra Mundial nadie fue nombrado nunca Reichsmarschall.

### Tercer Reich

Parte izquierda del estandarte del Reichsmarschall.

Durante la Segunda Guerra Mundial, la única persona que ocupó el rango fue Hermann Göring, Comandante en jefe de la Luftwaffe, quien fue ascendido el 19 de julio de 1940 por Adolf Hitler durante la Ceremonia del Mariscal de Campo de 1940. Hitler utilizó el rango de Reichsmarschall para distinguir a Göring, desde el punto de vista jerárquico, del resto de oficiales del estado mayor de la Wehrmacht a los que ascendió el mismo día. Hitler había señalado a Göring como su sucesor. Tras el nombramiento, en caso de que Hitler falleciese, existiría una línea sucesoria inequívoca (si bien finalmente el Führer cambiaría de idea y nombraría su sucesor al Gran Almirante Karl Dönitz el 30 de abril de 1945). El uniforme de Göring se distinguía de los del resto de Generalfeldmarschälle por un escudo formado por un águila imperial que portaba en las garras dos bastones de mariscal cruzados y una corona triunfal. Göring también era poseedor de un valioso bastón de mariscal de marfil, oro y brillantes. Este era sustancialmente diferente a los de los mariscales de la Wehrmacht, pareciéndose más a los de la Luftwaffe. Sobre él aparecían representadas la cruz de hierro y la cruz negra de la Luftwaffe. Además, para ocasiones menos formales, Göring tenía otro bastón más pequeño y menos lujoso.